# Liste der Monuments historiques in Bollwiller
Die Liste der Monuments historiques in Bollwiller führt die Monuments historiques in der französischen Gemeinde Bollwiller auf.

## Liste der Bauwerke
| Bezeichnung           | Beschreibung | Standort                 | Kennzeichnung | Schutzstatus | Datum | Bild |
| --------------------- | --- | ------------------------ | ------------- | ------------ | ----- | ---- |
| Château de Bollwiller | Renaissanceschloss, Mitte des 16. Jahrhunderts, mit mittelalterlichem Turm; Ausstattung aus dem 18. Jahrhundert teilweise erhalten (Bild von der Rückseite; die Vorderseite ist für Besucher gesperrt) | Avenue du Château (Lage) | PA68000053    | Inscrit      | 2007  |      |

## Liste der Objekte
| Bezeichnung               | Beschreibung | Standort                                 | Kennzeichnung | Schutzstatus | Datum | Bild |
| ------------------------- | --- | ---------------------------------------- | ------------- | ------------ | ----- | ---- |
| Gemälde Mariä Himmelfahrt | Ölfarbe auf Leinwand, nach 1860, vermutlich von Jules Stumpff | in der Kirche St-Charles-Borromée (Lage) | PM68001033    | Inscrit      | 1985  |      |
| Gemälde Madonna mit Kind  | Ölfarbe auf Leinwand, vergoldeter Holzrahmen, 1868 von Napoleon III. gestiftet                                                                                                   | in der Kirche St-Charles-Borromée (Lage) | PM68001032    | Inscrit      | 1985  |      |
| Kruzifix                  | Holz, farbig gefasst, 17. oder 18. Jahrhundert; modernes Kreuz | in der Kirche St-Charles-Borromée (Lage) | PM68000025    | Classé       | 1984  |      |
| Gemälde Madonna mit Kind  | Ölfarbe auf Leinwand, 1762 von der Familie Zurlinden gestiftet, nach dem Gnadenbild Mariahilf von Lucas Cranach dem Älteren                                                      | in der Kirche St-Charles-Borromée (Lage) | PM68000026    | Classé       | 1984  |      |
| Hauptaltar                | Altar, Tabernakel, Retabel und Baldachin sowie 21 Skulpturen; Holz, farbig gefasst und vergoldet, um 1686 für die Kirche von Glis VS angefertigt, 1906 in Bollwiller aufgestellt | in der Kirche St-Charles-Borromée (Lage) | PM68000445    | Classé       | 1984  |      |
| Bilderrahmen              | geschnitzter Rokokorahmen der Cranach-Kopie, bezeichnet 1762 | in der Kirche St-Charles-Borromée (Lage) | PM68000535    | Classé       | 1984  |      |